# Agrotis kerri
Agrotis kerri là một loài bướm đêm trong họ Noctuidae. Nó hiện đã tuyệt chủng. Đây là loài đặc hữu của French Frigate Shoals, quần đảo Outlying Hawaiian, Hoa Kỳ.